# Лапидариум
Лапидариум (на латински: lapidarium) е място, където са подредени камъни с археологическо значение – статуи, каменни плочи с епиграфи, архитектурни детайли като колони, фризове и акротерии. Обикновено лапидариумите са разположени на открито в дворовете на археологическите и историческите музеи.
В България открити лапидариуми има към много музеи. Някои от тях са:
- Докторската градина в центъра на София – разположен в североизточната част на градския парк.
- Археологически музей във Велико Търново – римски статуи, архитектурни детайли и надгробни плочи.[1]
- Исторически музей - Монтана – 56 паметници от римско време.[2]

- Лапидариум в село Никюп – колекция от колони, капаци на саркофази, мраморни архитектурни детайли от римското селище Никополис ад Иструм.[3]
- Исторически музей в Плевен – архитектурни детайли и надгробни паметници от римския град Улпия Ескус и крепостта Сторгозия.[4]
- Музей на народните художествени занаяти и приложни изкуства в Троян – епиграфски паметници, надгробни и оброчни надписи, похлупак от саркофаг, постаменти и колони от древното римско селище Состра. [5]
- Регионален исторически музей в Стара Загора
- Лапидариум в Исторически музей в Малко Търново
- Лапидариума в Стария град в Пловдив
- Лапидариум в Национален археологически резерват „Античен и средновековен град Деултум – Дебелт“, с. Дебелт, общ. Средец, Бургаска област.